# Сеоски културни центар Марковац
Сеоски културни центар Марковац (СKЦМ) је удружење жена које се залаже за покретање културних и уметничких програма у Марковцу с циљем решавања проблема недостатка културног живота. Пошто локални Дом културе није био у функцији, а јавна библиотека деценијама није постојала, становнице, а сада активисткиње Марковца одлучиле су да осмисле и развију програме, те формало региструју удружење. Удружење је прво било неформална група, а када је 2020. регистровано покренути су први програми за децу и одрасле.

## Дугорочни циљеви удружења
Дугорочни циљ организације је успостављање одрживог културног центра који би служио као модел за друге руралне средине и сеоске заједнице, као што су Ново Село, Ракинац и Гложане. Поред тога, циљ је и јачање веза са дијаспором што представља додатни потенцијал за развој и одрживост локалних иницијатива. Сеоски Културни центар Марковац залаже се за враћање зграде Дома културе основној намени и за неопходну реконструкцију која ће овај простор спасити даљег пропадања. Зато је организовано више радних акција којима је очишћена позорница, донекле сређене инсталације и омогућено извођење неколико позоришних програма. Неколико мањих просторија коришћено је за рад  Дечјег клуба у зимском периоду, где је одржано неколико библиотерапија и филмских пројекција.

## Специфични циљеви удружења
Један од кључних аспеката рада организације јесте укључивање жена у локални активизам, чиме се адресира проблем њихове недовољне заступљености у друштвеним иницијативама и непостојања адекватне подршке унутар заједнице.
Поред уметничких и културних програма, важно подручје рада СKЦМ-а је унапређење менталног здравља становништва, а посебно кроз библиотерапију и саветодавне услуге. Kроз активности учлањивања у библиотеку, дечијег клуба, ликовних радионица, акција чишћења, доста жена је на директан или индиректан начин укључено у ревитализацију културног живота на селу, због чега је удружење профилисано као женска организација. Специфичност њиховог рада је да се активности спроводе у различитим физичким просторима у селу. Тако се поред зграде сеоског Дома културе, користе и просторије Дома здравља, матичара, као и приватна породична кућа  дата организацији на коришћење, те локална посластичарница. 
У програмском смислу, циљна група удружења су деца, као и цело становништво села Марковац. 

## Дечји клуб
Дечји клуб спроводи радионичарски рад са децом, који омогућава деци узраста од 5 до 15 година да учествују у различитим уметничким, еколошким, баштованским, кулинарским, извиђачким и другим активностима. Активност организације представљају и камшибаји представе. На почетку оснивања организације, дечје радионице биле су осмишљене као тромесечна едукативна активност, али су због великог интересовања деце и родитеља, постале стална активност Дечјег клуба.

## Читаоница „Екатарина Павловић”
Читаоница „Екатарина Павловић” је једина библиотека у селу, основана је као родно праведна читаоница и залаже се за једнаку заступљеност ауторки и аутора, као и за промовисање наслова аутора са свих континената. У одабиру наслова се тежи онима који се критички односе према темама ксенофобије, национализма, колонијализма и било ком облику дискриминације. Читаоница ради минимум два пута недељно по три сата на две локације – лети у приватном домаћинству и зими у просторијама Дома културе Марковац. Читаоница је успоставила сарадњу са Домом здравља у Марковцу, те је део књига изложен на полици у чекаоници и пацијенти их могу позајмљивати или читати док чекају.